# Haganes
Haganes är en tätort i Øygardens kommun i Vestland fylke i västra Norge. Orten ligger vid änden av fylkesväg 5230 på den östra delen av ön Sotra.
Tidigare har orten tillhört dåvarande Fjells kommun i Hordaland fylke.